# Regije Madžarske
Madžarska je razdeljena na sedem statističnih regij.
| Ime regije             | Središče regije | Površina (km²) | Populacija | Gostota (pr./km²) |
| ---------------------- | --------------- | -------------- | ---------- | ----------------- |
| Severna Madžarska      | Miskolc         | 13.428         | 1.289.000  | 96                |
| Severna velika nižina  | Debrecen        | 17.749         | 1.554.000  | 88                |
| Južna velika nižina    | Szeged          | 18.339         | 1.367.000  | 75                |
| Osrednja Madžarska     | Budimpešta      | 6.919          | 2.825.000  | 408               |
| Osrednja prekodonavska | Székesfehérvár  | 11.237         | 1.114.000  | 99                |
| Zahodna prekodonavska  | Győr            | 11.209         | 1.004.000  | 90                |
| Južna prekodonavska    | Pécs            | 14.169         | 989.000    | 70                |